# Stary Cmentarz w Bączalu Dolnym

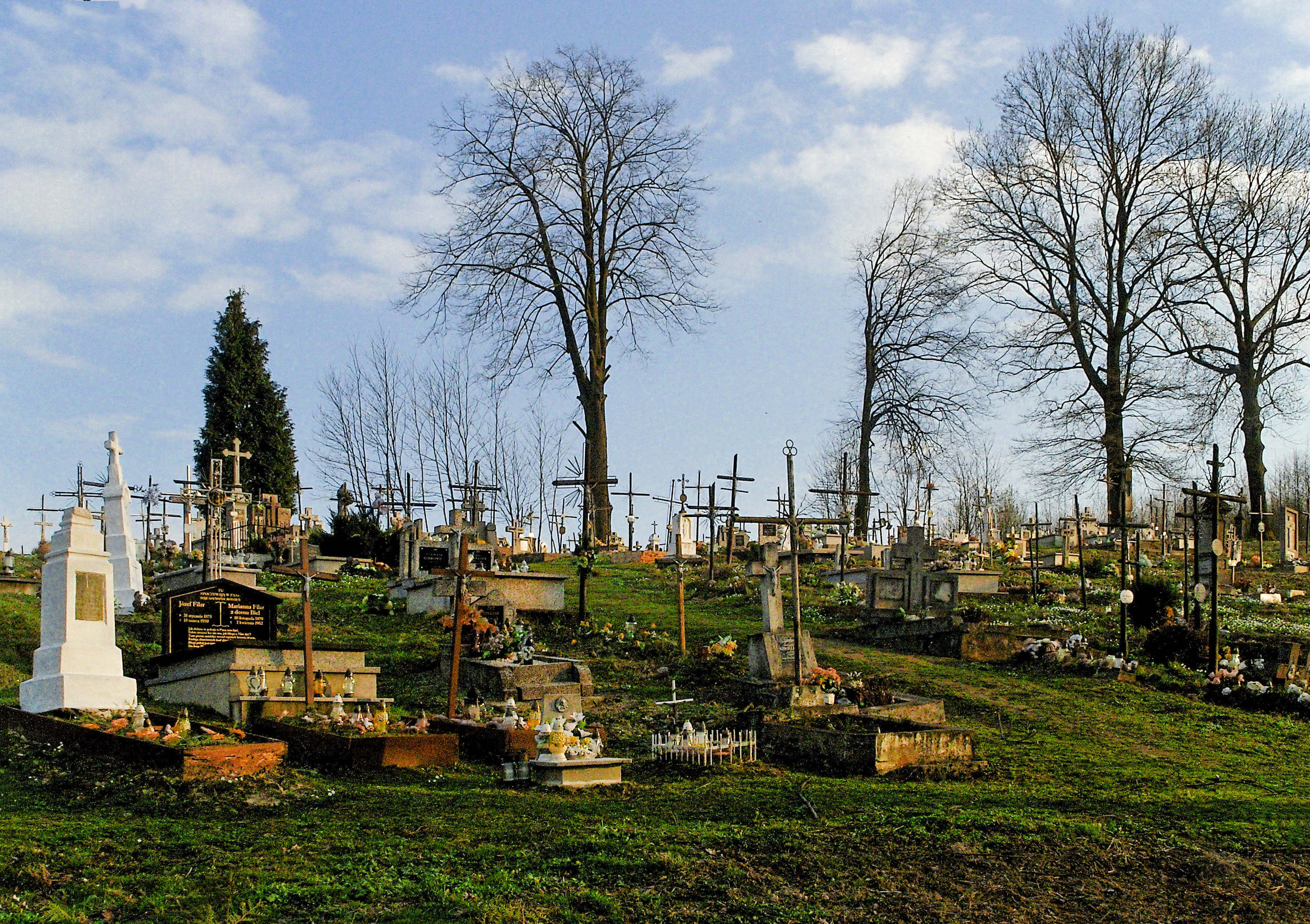
Stary Cmentarz w Bączalu Dolnym, 2015

Stary Cmentarz w Bączalu Dolnym – zabytkowy, rzymskokatolicki cmentarz będący własnością parafii św. Mikołaja i Imienia Maryi w Bączalu Dolnym, założony w 1786 roku. Wpisany do Gminnej Ewidencji Zabytków.
Jest jedną z najstarszych nekropolii istniejących do dziś w Polsce i Europie (dla porównania: Cmentarz Łyczakowski we Lwowie - 1786, Cmentarz Powązkowski w Warszawie - 1790, Cmentarz na Rossie w Wilnie - 1801, Cmentarz Rakowicki w Krakowie i Père-Lachaise w Paryżu - 1803).

## Opis
Zabytkowa nekropolia została założona zgodnie z nakazami obowiązującego wówczas prawa austriackiego w 1786 roku, na wzniesieniu, nieopodal jednego z cieków wodnych tworzących później potok Młynówkę. Zlokalizowany jest blisko 500 metrów na wschód od kościoła parafialnego. Użytkowany nieprzerwanie przez ponad 150 lat, na którym ostatnich pochówków dokonano w latach 1948-1950, kiedy proboszczem w Bączalu Dolnym był ks. prałat Stanisław Czerniec. Obiekt pozbawiony jest ogrodzenia, ma kształt zbliżony do prostokąta o powierzchni 0.9 ha. Zachodnia granica działki cmentarnej przylega bezpośrednio do drogi gminnej.
Fragment wzgórza cmentarnego uległ uszkodzeniu wskutek osuwiska ziemi podczas powodzi z czerwca 2010 roku.
Na cmentarzu mieści się wiele cennych architektonicznie obiektów i zabytków sztuki sepulkralnej, tj.: kamiennych nagrobków oraz grobów ziemnych z żeliwnymi krzyżami, w tym najstarsze zachowane z połowy XIX wieku.
Zieleń cmentarza stanowią głównie gatunki rodzime, w tym: lipa drobnolistna, dąb bezszypułkowy, kasztanowiec biały, jesion wyniosły oraz robinia akacjowa i żywotnik zachodni.

## Pochowani
- Bronisław Bylinowski – szeregowy MO, inskrypcja: „zginął w walce o utrwalenie władzy ludowej”, zm. 1945,
- Olga Hermina Szwarcenberg - Czerny h. Nowina – córka prof. Jakuba Girtlera, wnuczka rektora UJ Sebastiana Girtlera, zm. 1945,
- Konstanty Kłosiński – obywatel ziemski, wspierał finansowo powstańców styczniowych, zm. 1901
- Józef Kołodziej – ojciec Sługi Bożego ks. Stanisława Kołodzieja (w 2019 ekshumowany na nowy cmentarz), zm. 1921,
- ks. Paweł Kretowicz – proboszcz tutejszej parafii, założyciel szkoły w Sękowej[9], zm. 1875,
- Józef Machowicz – ostatni właściciel majątku ziemskiego w Bączalu Górnym, zm. 1951,
- ks. Paweł Matuszewski – długoletni proboszcz, zm. 1939,
- Karolina z Choynowskich h. Lubicz Miazgowa – obywatelka ziemska, zm. 1892 (nagrobek autorstwa Stanisława Bodnickiego),
- Józef Miazga – dziedzic Bączala Dolnego, weteran walk napoleońskich, zm. 1848,
- polegli w okresie okupacji niemieckiej (1939-1945) i ofiary działań wojennych, m.in.: Zygmunt Bienias, Marian Kaszycki, Tadeusz i Dymitr Trojan, Władysław Wojdyła[10],
- Władysław Walczyk – szeregowy MO, inskrypcja: „zginął w walce o utrwalenie władzy ludowej”, zm. 1945,